# 泛斯拉夫主義

以斯拉夫人為主體民族的國家
西斯拉夫民族国家
東斯拉夫民族国家
南斯拉夫民族国家

狭义的泛斯拉夫主义是指19世纪时，巴尔干半岛上的斯拉夫民族（包括蒙特內哥羅人，塞尔维亚人及保加利亚人）希望在俄国的领导下对抗奥斯曼帝国而团结起来。而俄国自居为斯拉夫民族的大哥，希望控制在奥匈帝国和巴尔干半岛的斯拉夫人居住地区，并且在巴尔干半岛扩张其势力，从而造成泛斯拉夫主义。
泛斯拉夫主义成为了俄国历史上的重要社会思潮，其鼓吹的斯拉夫（俄国）中心论和大俄罗斯主义在之后逐渐演变为俄罗斯民族进行西部扩张的有力理论。
在如今，泛斯拉夫主义仍然有着深厚的理论基础和支持者，俄国的外交政策受到其影响。

## 泛斯拉夫主义的形成
泛斯拉夫主义产生于十九世纪初的西斯拉夫人和南斯拉夫人的民族意识的形成过程中。在与西方的沟通过程中，斯拉夫小民族由于其社会政治中的不利地位表现出了一种强烈的“我们”意识，感到斯拉夫民族应当形成整体。
这些斯拉夫小民族将当时的俄罗斯帝国看做是唯一的由斯拉夫民族建立的统一大帝国，并因此希望借助其政治力量扭转其在鄂圖曼土耳其帝國及日耳曼人统治的奥匈帝国中的不利地位。但是这使其忽视了俄罗斯帝国境内非俄罗斯民族的斯拉夫民族遭受的统治与压迫。

## 泛斯拉夫主义与俄国
19世纪以英国为首的西方国家率先展开了工业革命，与此同时斯拉夫民族却几乎全部处于农业社会中，巨大的反差使得俄国内部开始思考俄国该走什么样的发展道路。其中在贵族资产阶级和自由主义知识分子中形成了肯定俄国历史特性的斯拉夫派和肯定西欧文明成果的西化派。 斯拉夫派抨击西方，把西方作为“非我族类”的对立面，从而在俄掀起反对西方，联合斯拉夫民族的斗争，泛斯拉夫主义在俄国应运而生。

### 俄国泛斯拉夫主义的主要内容：

#### 亲斯拉夫主义
表现为认为斯拉夫人是最伟大的民族。俄罗斯人希望联合各个地区的斯拉夫人形成自身的斯拉夫文化，并取代西欧文化，最终斯拉夫世界将取代西欧世界。

#### 俄国文化中根深蒂固的“救世主义”传统
1453年拜占庭被奥斯曼帝国所滅，罗马及基督教文化被土耳其文化冲击。俄国就出现了把莫斯科称为“第三罗马”的说法。泛斯拉夫主义者认为俄罗斯的沙皇是“普天下唯一的基督徒皇帝”，俄罗斯国家是全天下的国家，莫斯科王国的臣民是上帝的选民，这些注定俄国人負有继承和捍卫基督教世界的历史使命。